# Sven Hellström (båtkonstruktör)
Sven Hellström, född 1941, är en svensk båtkonstruktör.

## Biografi
Hellström blev i början av 1980-talet känd som konstruktör till den öppna skärgårdsseglaren "Storbåten". Båten är en öppen båt med ett litet fördäck med en annorlunda rigg med två master med varsitt storsegel och inga vanliga försegel. Seglen rullas upp på de roterande ostagade masterna av glasfiberarmerad plast.
Han har varit aktiv inom design, konstruktion och ombyggnationer och blivit känd för enkla och innovativa "shipshape"-lösningar.
Hans båt "Finesse 26" beskrevs 2008 som en helt ny typ av skärgårdsseglare, med hydraulikmanövrerad fällköl för att kunna lägga till i grunda vikar eller passera grunda passager. Båten är utrustad med dubbla roder, lättdrivet skrov och goda sovutrymmen, och nominerades 2010 till utmärkelsen "Design S".

## Utmärkelser
- 2009 – Colbings miljöpris, med motiveringen "Med mästerliga konstruktioner som Storbåten, Afrodite och Finesse 26 har Sven Hellström gjort det möjligt att utöva båtliv som ger små avtryck i miljön och samtidigt urstarka, naturnära seglings- och skärgårdsupplevelser".[7]